# Polgár István (orvos)
Polgár István (Füzesgyarmat, 1888. június 2. – Szeged, 1954. április 5.) szülész-nőgyógyász, címzetes egyetemi tanár, az MTA tagja.

## Élete
Polgár (Pilitzer) Mór (1859–1908) gazdász és Geiringer Aranka gyermekeként született zsidó családban. Tanulmányait a Budapesti Tudományegyetemen végezte, ahol 1911-ben orvosi oklevelet szerzett. Rövid ideig a Budapesti Tudományegyetem I. számú Kórbonctani Intézetében dolgozott, majd a II. számú Női Klinikára került Tauffer Vilmos professzor mellé díjazott gyakornoknak. Az első világháborúban katonaorvos volt. 1919. július 1-től 1919. augusztus 31-ig a Tanszéken asszisztenssé nevezték ki. 1920. november 1-től kinevezték a – trianoni döntést követően Szegeden működő – Kolozsvári Magyar Királyi Ferenc József Tudományegyetem Szülészeti és Nőgyógyászati Tanszéke mellé tanársegéddé. 1923. szeptember 1-jén megerősítették korábbi tanársegédi minőségében. Két évvel később szülész-nőgyógyász szakképesítést szerzett. 1930-ban Szegeden kerületi szülészfőorvos lett. A második világháború alatt munkaszolgálatos volt, majd onnan visszatérve megbízást kapott a Szülészeti és Nőgyógyászati Klinika vezetésére és ezt a feladatot 1947 májusáig, Batizfalvy János professzor visszatéréséig végezte. 1946-ban a vallás- és közoktatásügyi miniszter kinevezte a Szegedi Tudományegyetem Orvostudományi karához klinikai főorvossá. 1947-ben a Szegedi Tudományegyetem Orvostudományi karán A nőgyógyászati propedeutika című tárgykörből egyetemi magántanári képesítést kapott. Az Orvostudományi Karnak önálló egyetemmé (SZOTE) történt szervezése után dékánhelyettesi minőségben működött 1953-ig, nyugdíjazásáig. Kutatásai főként a bábaképzésre és a tanyai szülésekkel kapcsolatos kérdésekre terjedtek ki. Jelentős szerepe volt 1945 után a klinika újjászervezésében. Számos közleménye jelent meg.
Felesége Aczél Mária (1893–?) volt, Aczél Samu és Manheim Paulina lánya, akit 1950. április 15-én Szegeden vett nőül.

## Művei
- A női gonorrhoea gyógykezelése (Budapesti Orvosi Újság, 1920, 16. szám)
- A helyi érzéstelenítésről a kisebb nőgyógyászati műtéteknél (Budapesti Orvosi Újság, 1923, 9. szám)
- A fluor albus gyógyításának irányelvei (Budapesti Orvosi Újság, 1924, 12. szám)
- Az egyke szülészeti vonatkozásai (Berecz Jánossal, Népegészségügy, 1937)
- Bábaképzésünk a népszaporodás szolgálatában (Budapest, 1940)
- Ultraverin, új görcsoldószer alkalmazása a szülészetben (Magyar Nőorvosok Lapja, 1948, 7. szám)
- Nőgyógyászat (egyetemi jegyzet, Budapest, 1952)